# Фебе жилкоцветковая
Фебе жилкоцветковая (лат. Phoebe neurantha) — вид двудольных растений рода Фебе (Phoebe) семейства Лавровые (Lauraceae). Впервые описан британским ботаником Уильямом Хемсли в 1891 году под названием Machilus neurantha Hemsl.basionym; в 1914 году был перенесён в состав рода Phoebe Джеймсом Сайксом Гэмблом.

## Распространение и среда обитания
Эндемик Китая, известный из провинций Ганьсу, Гуйчжоу, Хубэй, Хунань, Цзянси, Сычуань, Юньнань и из Гуанси-Чжуанского автономного района.

## Ботаническое описание
Крупный кустарник либо дерево, высотой в среднем 3—14 м. Кора серо-чёрная. Ветви опушённые.
Листья опушённые (нижняя часть листа со временем теряет опушение), кожистые, от узколанцетных до обратнояйцевидно-ланцетных.
Соцветие метельчатое или кистевидное, несёт 2—10 опушённых цветков диаметром 0,4—0,5 см.
Цветёт в мае, плодоносит с августа по октябрь.